# Mercedes-Benz Vision CLS
Mercedes-Benz Vision CLS - це концептуальне купе, яке було представлено компанією Mercedes-Benz в 2003 році на Франкфуртському автосалоні. 
Він був створений як попередній погляд на майбутній CLS-клас, який був запущений виробником у 2004 році. 
Ніколи раніше два різних жанри не поєднувалися так привабливо, як у цьому автомобілі, який був купе і седаном, згорнутими в одне ціле. В черговий раз Mercedes-Benz створив віху в історії автомобілебудування.

Автомобіль був створений на базі платформи W211 E-Class і мав п'ятидверне купе-хетчбек кузов.
"Vision CLS - це покоління купе, яке випереджає інших",- вердикт професора Юргена Хабберта, колишнього члена правління DaimlerChrysler і глави автомобільної групи Mercedes.

## Інтриги та суперечки
В останні роки ціла низка концептів Mercedes-Benz і шоу-автомобілів викликала суперечки щодо нових, інтригуючих, і здебільшого згодом комерціалізованих, концептів транспортних засобів. Як і вони, Vision CLS теж, який виходив на показ в IAA. Це має бути вердикт громадськості, який визначив майбутнє цієї унікальної концепції. Як виявилося, цей вердикт був настільки позитивним, що рішення можна було прийняти відразу: виробництво обсягу почнеться восени 2004 року.

## Екстер`єр

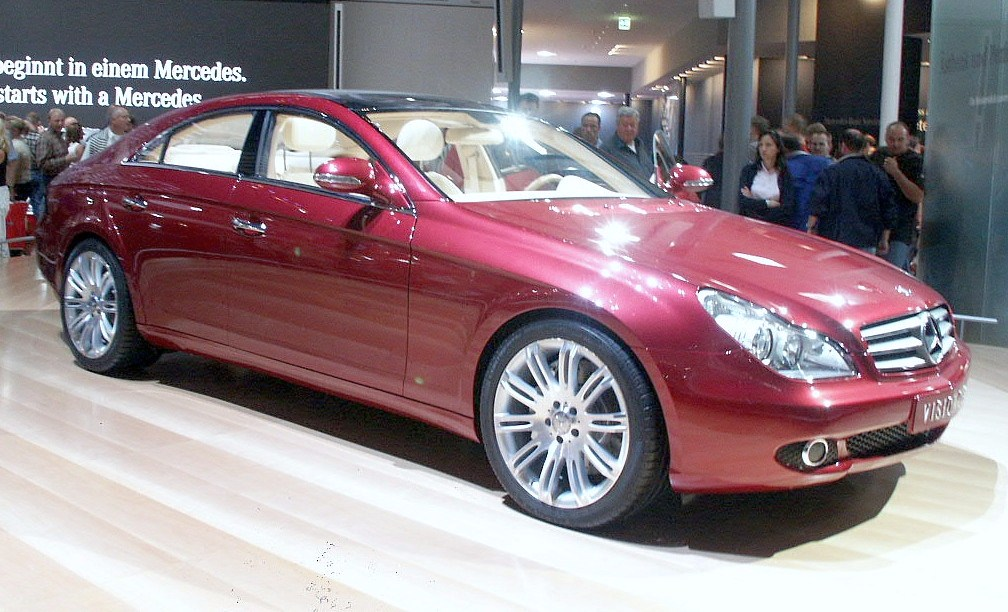
Vision CLS (вид збоку)

Великою привабливістю Vision CLS стало поєднання образів купе з практичними перевагами седана. Чотири двері і місткий інтер'єр дали Vision CLS чітку перевагу перед іншими купе. Незважаючи на те, що фари нового дизайну створили обличчя Mercedes-Benz, яке було інтригуючим і різним, зірка з центральним розташуванням і гратчаста решітка радіатора були встановлені і типові конструктивні особливості Mercedes-Benz.
Бічний вид демонстрував підтягнуті лінії і природно округлі форми, для яких відзначається сучасний дизайн Mercedes-Benz. Підкреслений чітко визначеною лінією функцій, він додав відчуття безпеки, сидячи всередині Vision CLS. Це увінчувалося вражаючою лінією даху, яка простягалася над корпусом дугою, а потім м'яко занурювалася в задню частину.

## Інтер`єр

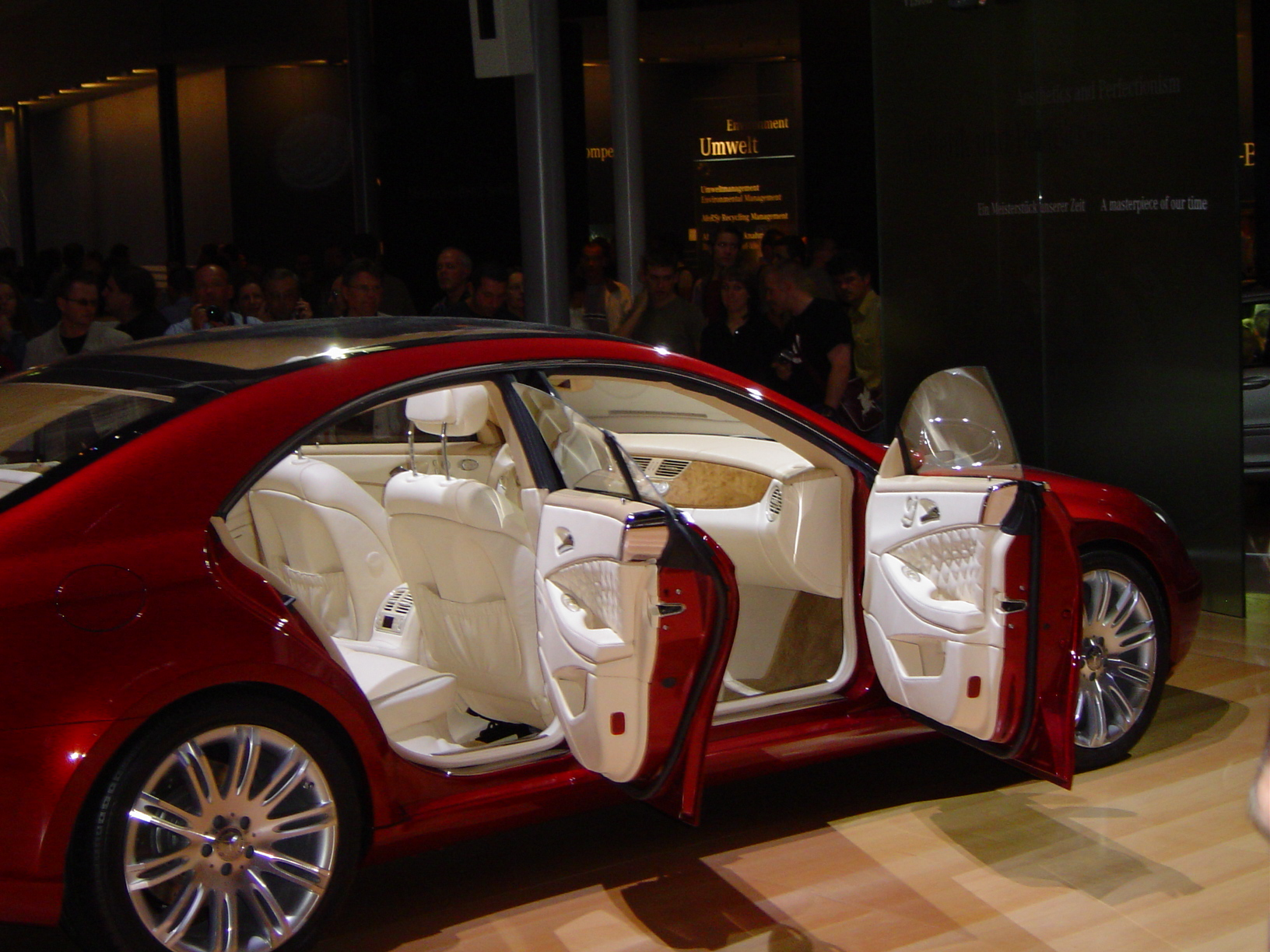
Vision CLS (салон)

Яскраві кольори зробили інтер'єр Vision CLS привабливим і життєрадісним. Дерево і шкіра були багато в доказах. Приладова панель і А-стійки були оброблені натуральною шкірою, обробленої відповідно до традиційних методів. М'яка шкіряна оббивка також використовувалася на сидіннях і дверних панелях. Обшитий вручну дубовий шпон тим часом привертав погляд світлим кольором і цікавим, відкритим пористим зерном, в той час як дах, багато в чому зроблена зі скла, пропускала багато світла і додавала приємного відчуття простору.
Внутрішній простір Vision CLS встановив нові стандарти для купе. Відстань у 83 сантиметри між передніми та задніми сидіннями міцно поставила Vision CLS на територію седана. Запас ходу в задній частині 92 сантиметрів вийшов далеко за рамки звичних розмірів для купе такого розміру. Місткість багажника також у 470 літрів (норма VDA) була значно більшою, ніж пропонували інші купе та деякі седани, що зробило Vision CLS повноцінним турером для чотирьох.

## Двигун
Потужний дизельний двигун тим часом був типовим для поєднання харизми та практичності концепт-кара. Максимальна потужність 195 кВт (265 к.с.) і максимальний крутний момент 560 ньютон-метрів забезпечили захоплюючі почуття від водіння. Потужність була передана на дорогу першою в світі семиступінчастою автоматичною коробкою передач 7G-Tronic.  
Від 0 до 100 км/год концепт-кар розганявся за 6,4 секунди, з електронно обмеженою максимальною швидкістю 250 км/год. Однак при всій цій вражаючій продуктивності шестициліндровий агрегат був повністю сумісний з Euro 4 і мав витрату палива (NEDC, New European Driving Cycle) всього 7,5 літрів на 100 км

## Галерея

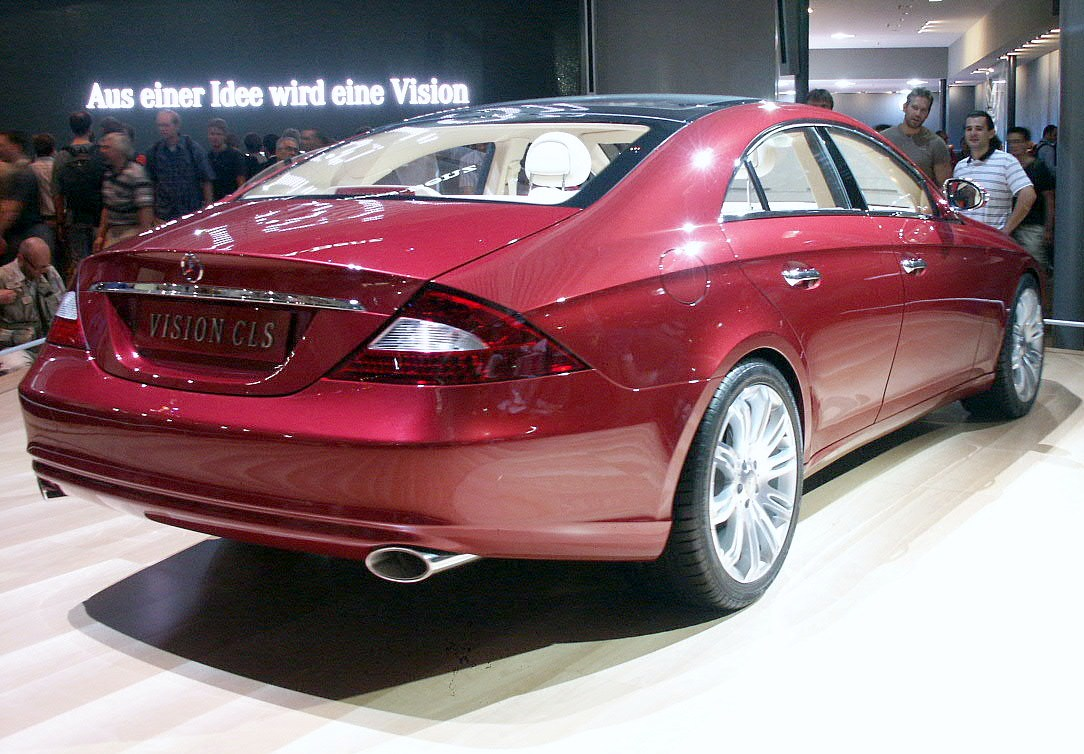
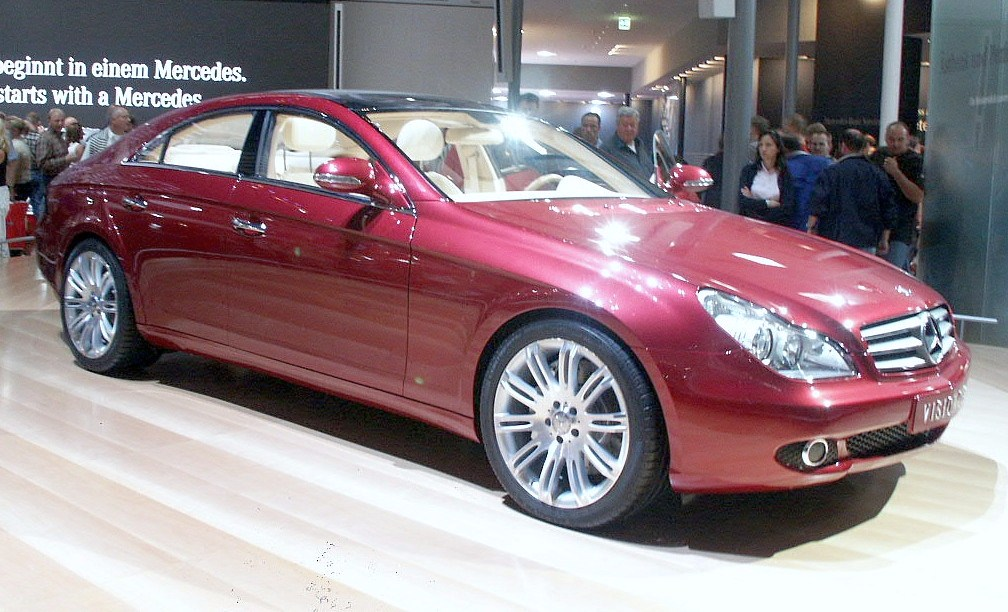
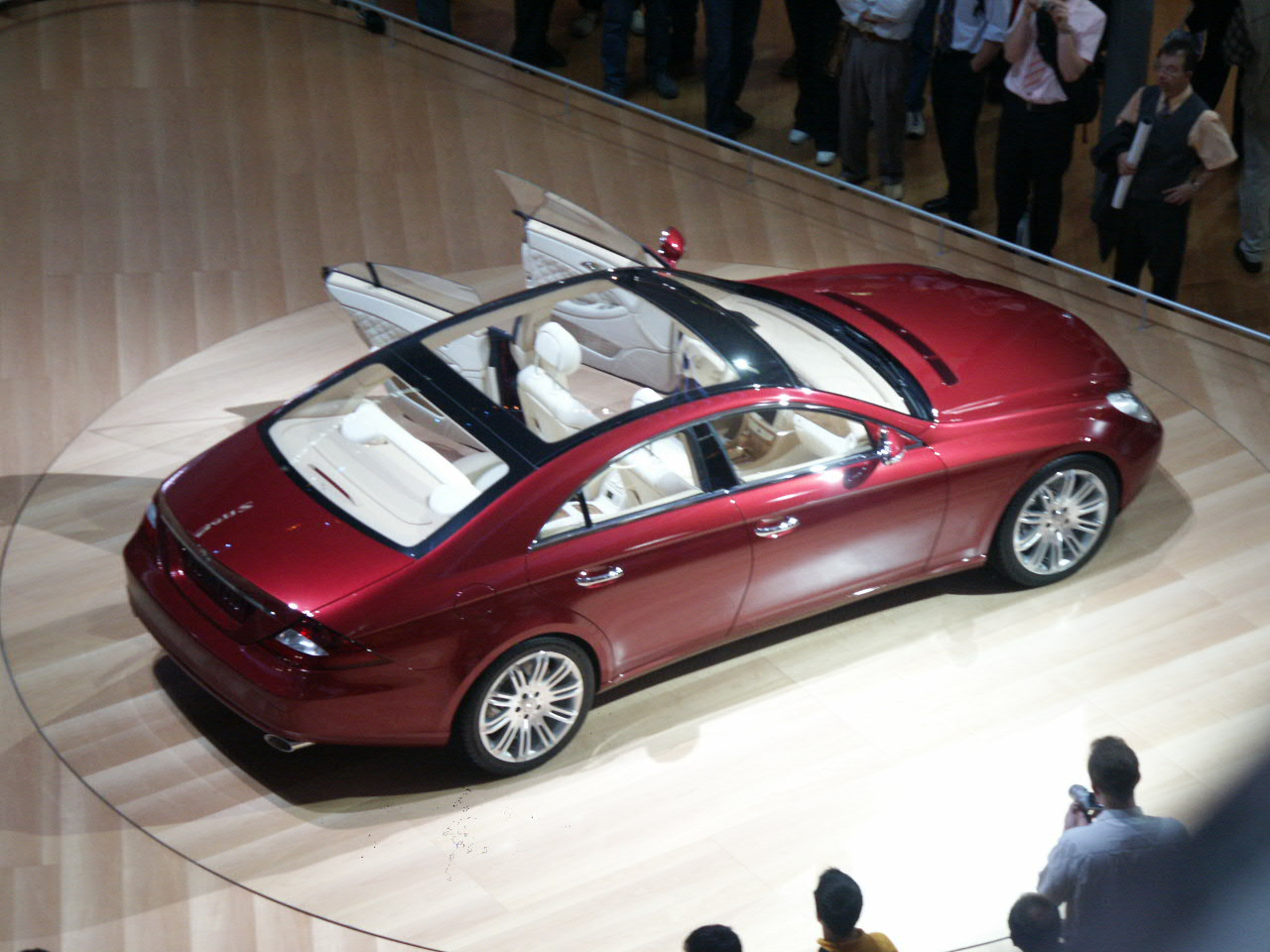
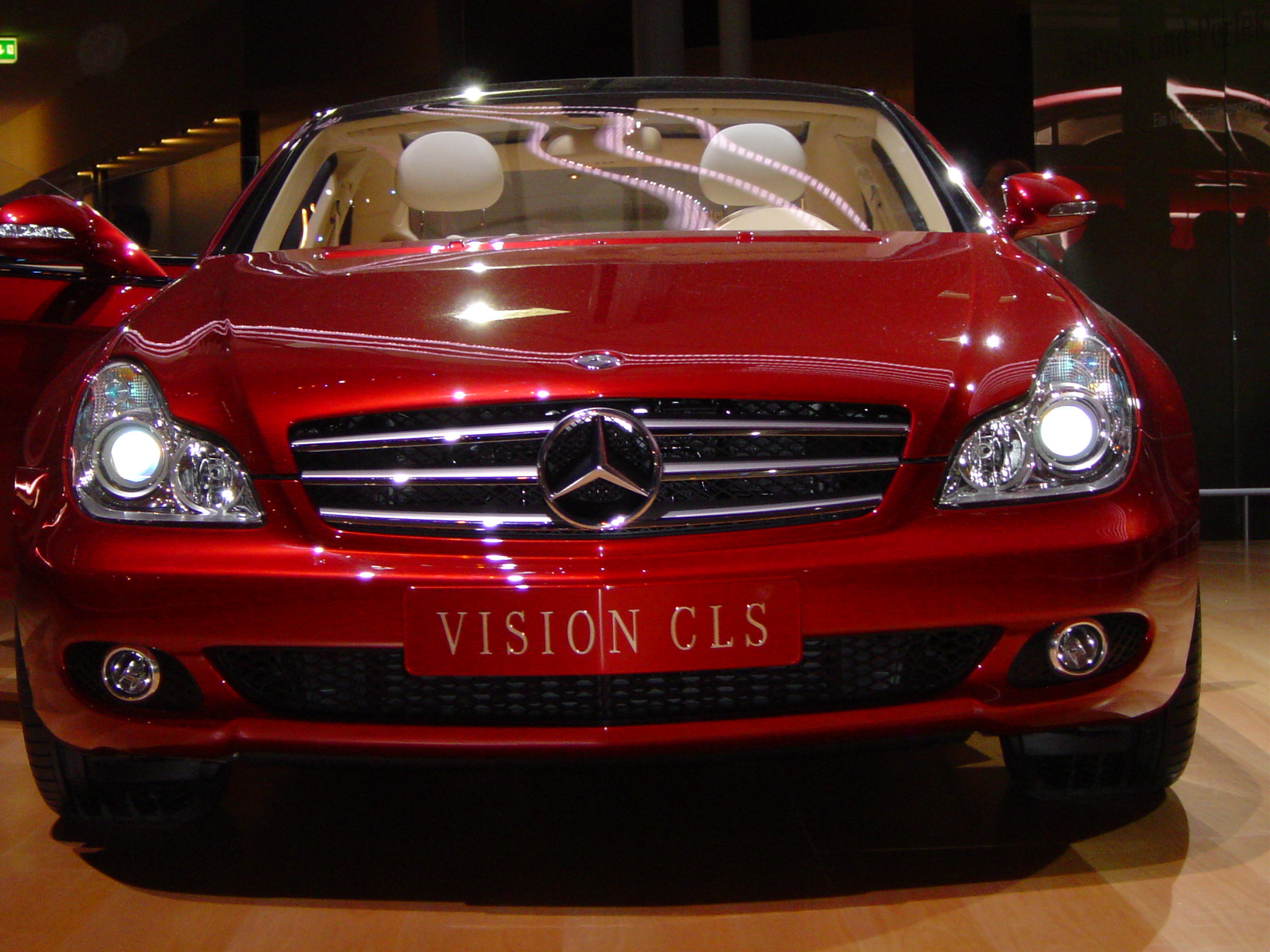
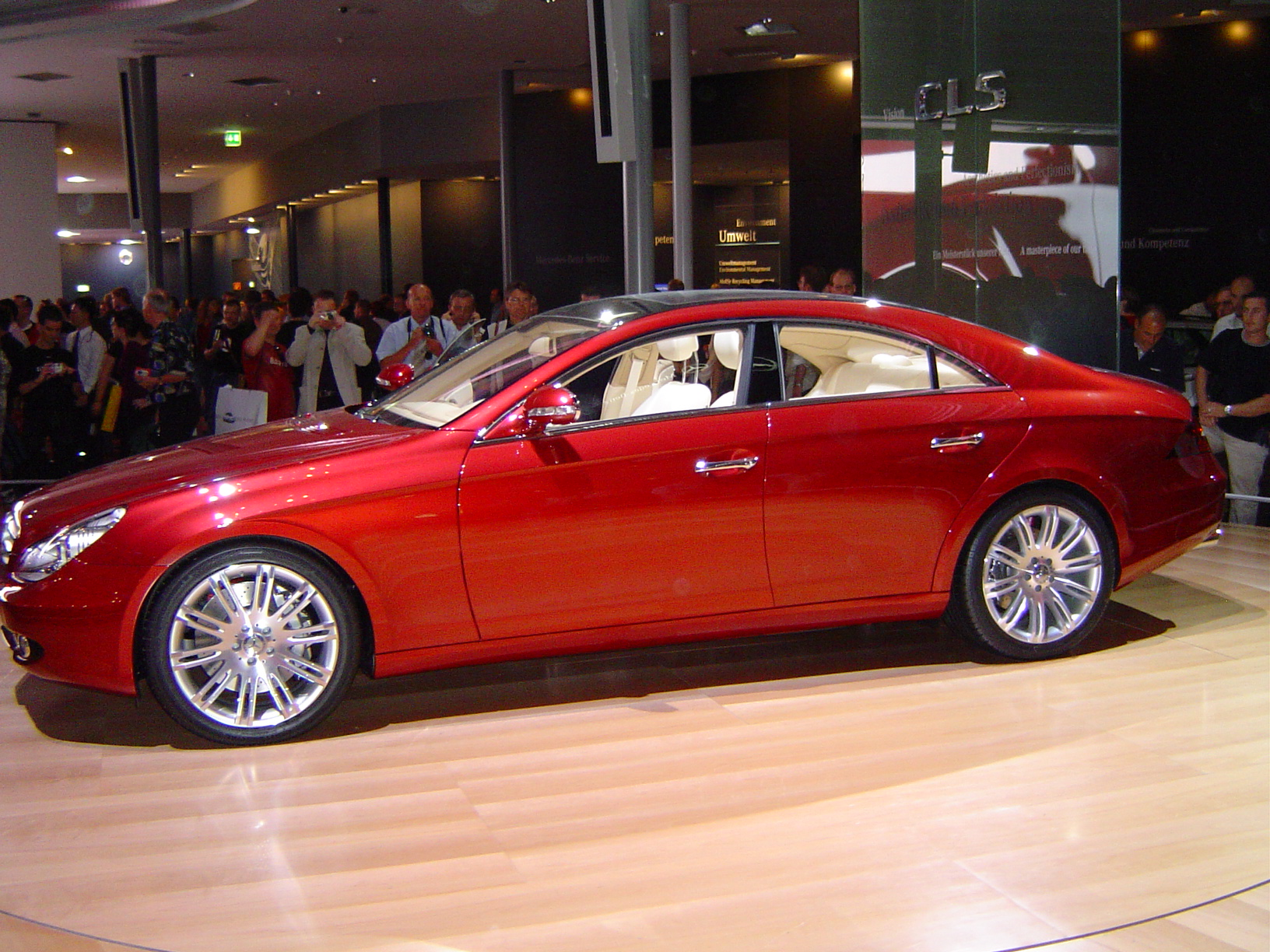
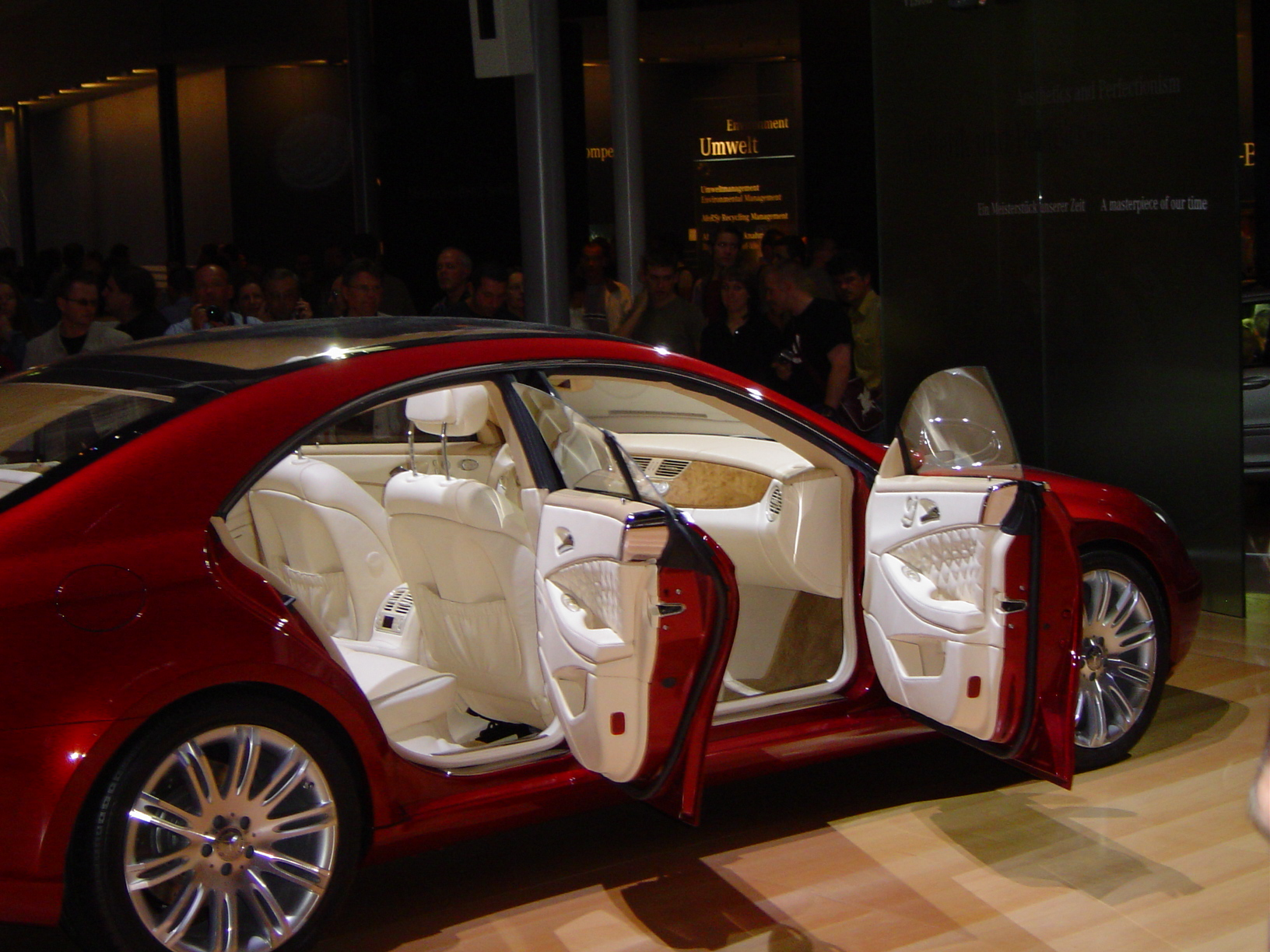
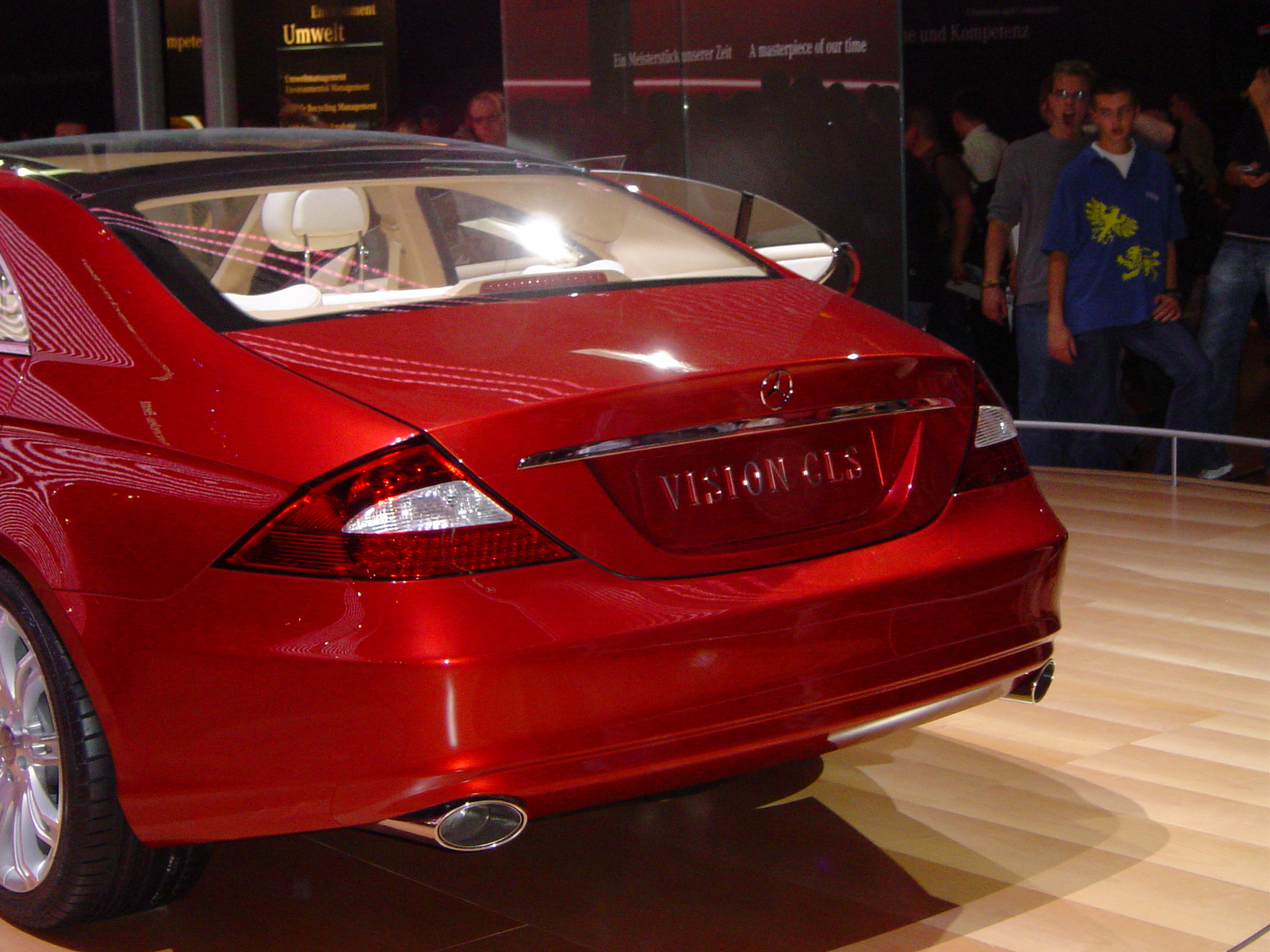